# Jimi Hendrix
James Marshall (Jimi) Hendrix (geboren als Johnny Allen Hendrix, Seattle, 27 november 1942 – Londen, 18 september 1970) was een invloedrijke Amerikaanse gitarist en singer-songwriter.
Hij werd bekend door zijn virtuoze, flamboyante gitaarspel. Hij bracht een revolutie in het gitaarspelen teweeg door het gebruik van nieuwe akkoorden, feedback en vernieuwende opnametechnieken. Zijn stijl kan omschreven worden als een creatieve, psychedelische verwerking van rock-, soul- en ook wel van blues-invloeden.

## Biografie
Jimi Hendrix werd als Johnny Allen Hendrix geboren op 27 november 1942 om 10:15 's ochtends, in Seattle, Washington en was van gemengde afkomst (Afro-Amerikaans, Cherokee en Iers). Nadat zijn vader, Al Hendrix, terugkwam van zijn dienstplicht in het leger, noemde hij zijn zoon 'James Marshall Hendrix', omdat Johnny de naam was van een man met wie zijn toenmalige vrouw was vreemdgegaan. Jimi's moeder Lucille, die 17 was toen ze Jimi baarde, was danseres en alcoholiste. Jimi woonde vaak bij familie. Kleine "Jimmy", of "Buster", zoals hij werd genoemd in zijn jonge jaren, was altijd verlegen en terughoudend. Hij groeide op in de achterbuurten van Seattle. Zijn moeder overleed op 2 februari 1958 aan de gevolgen van cirrose.

### Beginjaren
Van jongs af aan was hij weg van muziek. Al Hendrix, de vader van Jimi, betrapte hem er regelmatig op de bezem als gitaar te gebruiken. Dit zag hij, nadat hij Jimi opdracht had gegeven de kamer te vegen en na afloop tientallen twijgjes op de grond vond. Hierna besloot Al een ukelele voor zijn zoon te huren. Na een aantal maanden werd het steeds moeilijker voor Jimi's vader om de rekeningen te betalen, zo ook voor Jimi's ukelele. Aangezien Al Jimi's plezier belangrijker vond dan het zijne, gaf hij het saxofoonspel (hij speelde toentertijd zelf sax) op. Zo kon hij een akoestische gitaar voor Jimi kopen, die inmiddels 11 jaar was. Op zijn dertiende kocht Jimi zijn eerste elektrische gitaar, een Supro Ozark 1560 S. Jimi gebruikte deze gitaar toen hij in zijn eerste bandje speelde, The Rocking Kings.
In 1961 verliet Jimi Hendrix de middelbare school om bij het leger te gaan. Later, eenmaal beroemd, vertelde hij vaak aan de pers dat hij van school was gestuurd, omdat de rector hem hand in hand had zien lopen met een blank meisje. Dit bleek, op navraag bij zijn oude klasgenoten en zijn vader, absoluut niet waar te zijn.
Jimi ging in dienst bij de luchtlandingsdivisie, die in het zuiden van de VS was gelegerd. Hier ontmoette hij in nabijgelegen cafeetjes veel muzikanten, onder wie Billy Cox, een bassist met wie hij later nog op het Woodstock-festival optrad en enkele singles opnam. Hendrix zag veel goede gitaristen aan het werk, die een grote indruk op hem maakten. Na veertien maanden in het leger, werd hij ontslagen vanwege een gebroken enkel na een mislukte parachutesprong. Charles R. Cross, de schrijver van het boek A Room Full Of Mirrors (een biografie over het leven van Jimi Hendrix), beweert echter dat Hendrix zich voordeed als homoseksueel en zo hoopte te worden ontslagen uit de luchtlandingsdivisie.

### The Jimi Hendrix Experience
Na het ontslag trok Jimi als begeleidend gitarist door de Verenigde Staten, waar hij met vele soul- en bluesgroepen optrad, waaronder veel bekende namen als B.B. King, Little Richard, Jackie Wilson, Bo Diddley en The Isley Brothers. Als beroepsmuzikant oefende Hendrix gemiddeld 6 tot 8 uur per dag, een gewoonte die hij tot aan zijn dood vol zou houden. In Greenwich Village in New York, waar Hendrix optrad als gitarist-zanger met zijn band Jimmy James and the Blue Flames, werd hij ontdekt door Chas Chandler (toen de basgitarist van de Engelse groep The Animals), die hem zag spelen in het plaatselijk bekende Café Wha. Na enkele keren met hem te hebben gesproken en tientallen keren te hebben gejamd, vroeg hij hem mee te gaan naar Engeland, om daar zijn muziekcarrière van de grond te krijgen.
In Engeland vormde hij een groep onder de naam The Jimi Hendrix Experience. Het was een groep met een paar vluchtig bij elkaar gezochte muzikanten, maar later bleek het een sterk trio te zijn. Hendrix zong zelf en speelde uiteraard gitaar en hij werd daarbij ritmisch ondersteund door Noel Redding, basgitaar en gitaar en Mitch Mitchell op drums. Noel Redding was van oorsprong helemaal geen bassist en Mitch Mitchell kwam uit een heel ander hoekje van de muziekindustrie, namelijk de jazz.
Eenmaal gevormd trad de band op in kleine cafeetjes in Engeland. Door Hendrix' flamboyante verschijning, zijn gitaartechniek en extravagante optredens werden ze al snel populairder, maar echte faam bleef uit. Met de cover Hey Joe, opgenomen in 1966 kwam Jimi Hendrix op nummer 6 in de Britse hitparade. In zijn autobiografie vertelt Keith Richards (gitarist van The Rolling Stones) dat zijn vriendin in die tijd, Linda Keith, Jimi Hendrix uit enthousiasme een Fender Stratocaster van Keith Richards gaf en een demo van de song Hey Joe van Tim Rose. Volgens Richards had Hendrix het nummer dus kennelijk van hem gekregen. Later hebben Jimi Hendrix en Linda Keith ook een korte verhouding gehad.
Nadat hun eerste album Are You Experienced in 1967 was uitgebracht, kwam het succes. The Jimi Hendrix Experience werd in Engeland zowat in één klap beroemd. Hun singles werden veel op de radio gedraaid en de band werd regelmatig uitgenodigd voor televisieopnames van populaire muziekprogramma's. Naarmate de tijd verstreek begon de rest van Europa ook steeds meer lucht te krijgen van The Experience. Al snel toerden Hendrix en zijn band door veel Europese landen, waaronder Frankrijk, Duitsland en Noorwegen.
Hoewel Hendrix in Engeland successen boekte en zijn faam zich verspreidde, was hij nog weinig bekend in de VS. Het eerste optreden in de VS op het Monterey International Pop Festival op 18 juni 1967 bracht daar verandering in; The Jimi Hendrix Experience sloeg in als een bom en Jimi kreeg de status from rumor to legend. Op dit optreden stak hij ook zijn gitaar in brand, iets wat hij maar driemaal gedaan heeft. De in brand gestoken gitaar sloeg hij vervolgens stuk op de grond. Andere gimmicks die hij ook al in Engeland gebruikte waren het spelen met zijn tanden en met de gitaar op zijn rug. De eerste keer dat hij zijn gitaar in brand stak zou zijn geweest op 31 maart 1967 bij een optreden in The Astoria in Londen.
Wegens contractuele verplichtingen moesten er twee platen worden gemaakt in 1967. Het eerste album Are You Experienced werd in mei 1967 voor het eerst uitgebracht. Het tweede album Axis: Bold as Love kwam uit eind 1967. Hierin is veelvuldig gebruikgemaakt van nieuwe gitaar- en studiotechnieken, waarmee Hendrix tot op de dag van vandaag nog geassocieerd wordt. Op deze plaat staat de klassieker Little Wing en nummers als Spanish Castle Magic, If 6 was 9 en Bold as Love.
Het derde album van de band, Electric Ladyland (1968), wordt door critici beschouwd als het beste (studio)werk in zijn carrière. Het werd ook het best verkochte album dat Hendrix ooit maakte en het bevat tijdloze klassiekers, zoals de cover van Bob Dylans All Along The Watchtower en Voodoo Child (Slight Return). De beroemde hoesfoto van Electric Ladyland, waarop 19 naakte vrouwen te zien zijn, werd tegen de zin van Hendrix gebruikt. Hendrix zelf had voor deze plaat de voorkeur voor een hoesfoto (gemaakt door Linda Eastman) waarop hij met Redding en Mitchell te midden van een aantal klauterende kinderen op een kunstwerk in Central Park zit. Deze is te zien op de Reprise (VS)-release.

#### Einde van The Experience
De Jimi Hendrix Experience trad vaak op in televisie-uitzendingen, clubs en uitverkochte concerthallen. De drie mannen bleken elkaar goed aan te vullen, maar Noel Redding was vaak ontevreden over hoe alles verliep met de band. Hij vond de commerciële hype rond de band maar niets en speelde veel liever op zijn oorspronkelijke instrument, de gitaar, dan te bassen bij The Experience. Redding richtte hierom naast The Experience zijn eigen band op, Fat Mattress. Volgens Mitch Mitchell noemde Jimi de band soms Thin Pillow.
Het feit dat Noel zijn eigen band had betekende dat hij en Jimi elkaar steeds minder zagen in de studio. Dit betekende onder andere dat Jimi zelf een deel van de baspartijen inspeelde bij het opnemen van zijn album Electric Ladyland (ook op de andere albums speelde hij wel vaker bas). Vaak weigerde Noel dit te doen vanwege Hendrix' perfectionisme. Bij bijvoorbeeld de single Gypsy Eyes liet Hendrix Redding de baspartij 43 keer opnieuw inspelen, tot grote ergernis van Redding. Na een optreden op het Denver Popfestival in Denver, waarin Hendrix en zijn muzikanten zich moesten opsluiten in een truck vanwege panische fans, kondigde Noel Redding zijn vertrek aan. In 2003 overleed Redding aan de gevolgen van levercirrose.

### Woodstock en de Band of Gypsys
In augustus 1969, op het beroemde Woodstock-festival in New York, verraste Hendrix iedereen door zonder aankondiging (de presentator kondigde hen abusievelijk aan als The Jimi Hendrix Experience) opeens met een totaal andere band op het podium te verschijnen. Hij noemde de band Gypsy Sun and Rainbows, die tijdens het Woodstock-festival bestond uit onder anderen zijn oude legermaatje, de bassist Billy Cox en Experience-drummer Mitch Mitchell. Verder was de band uitgebreid met een tweede gitarist en twee percussionisten. Zijn optreden op Woodstock wordt door veel mensen een van zijn beste liveoptredens ooit genoemd. In deze show bracht hij onder andere een beroemde controversiële versie van het Amerikaanse volkslied ten gehore. Veel mensen dachten dat dit een protestlied was tegen de Amerikaanse regering, maar Hendrix zelf zei in een interview bij het televisieprogramma The Dick Cavett Show dat dit niet het geval was. "I thought it was beautiful", zei hij glimlachend.
Deze band was geen lang leven beschoren. Hendrix vormde weer een trio, Band of Gypsys. Legendarisch zijn de optredens in de beroemde Fillmore East rond de jaarwisseling 1969/1970, met Billy Cox en drummer Buddy Miles. Opnamen van een aantal niet eerder uitgebrachte nummers van deze optredens zijn o.a. uitgebracht op de lp Hendrix Band of Gypsys. Deze lp wordt nog steeds beschouwd als een van de beste livealbums ooit.

### The Cry of Love Band

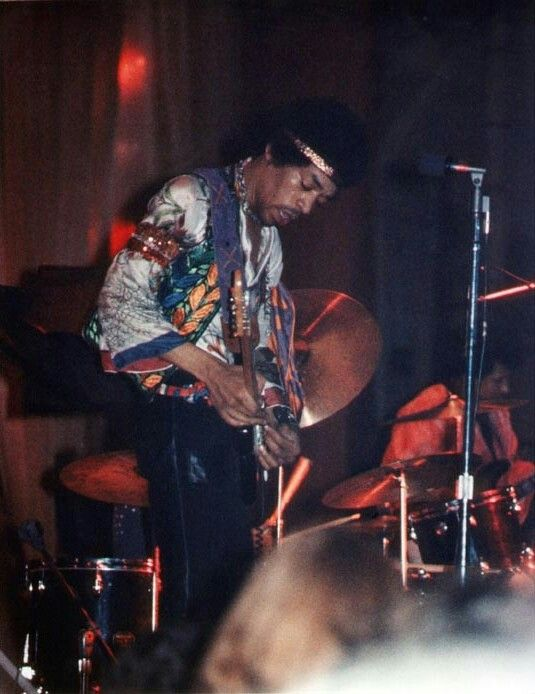
Hendrix tijdens een optreden in Californië in Juni 1970

Na ongeveer twee maanden rust te hebben genomen en aan zijn nieuwe album, First Rays Of The New Rising Sun te hebben gewerkt, besloot Hendrix zijn oude band, The Jimi Hendrix Experience weer bij elkaar te brengen. Hendrix, Mitchell en Redding hadden net bekendgemaakt weer te gaan toeren, maar op het laatste moment haakte Redding toch af en haalde Jimi opnieuw Billy Cox terug als bassist.
De band heeft nooit een officiële naam gehad, maar veel fans die de optredens hebben meegemaakt na hun, overigens ietwat korte, tour noemden de band steevast The Cry of Love Band, naar de naam van de tournee zelf. Veel shows van deze tournee zijn professioneel opgenomen in hoge geluidskwaliteit en worden nu nog steeds beschouwd als gedenkwaardige concerten van Hendrix.

#### Electric Lady Studios
Al zijn hele carrière lang vertelde Hendrix aan veel mensen dat hij graag een plek had voor zichzelf waar hij in alle rust nummers kon opnemen, experimenteren en mixen. In de beginjaren van zijn carrière had hij daar simpelweg het budget niet voor, maar hij maakte zijn droom in augustus 1970 eindelijk waar. Hij zocht samen met zijn geluidstechnicus Eddie Kramer een pand uit ergens in New York dat geschikt was om er een studio in te vestigen. Na een korte zoektocht vond Kramer een geschikte locatie op 8th Street en liet Jimi zich door professionele architecten leiden om zijn droomstudio te bouwen. Veel conflicten vertraagden de bouw: hevige regenval verwoestte een deel van de ruwbouw en pompen moesten worden geïnstalleerd toen bekend werd dat het pand gesitueerd was boven een ondergrondse rivier. Een zesvoudige lening van Warner Brothers moest de studio uiteindelijk redden.
Hendrix spendeerde uiteindelijk maar vier weken tijd in de studio, drie weken daarvan terwijl het bouwen van de studio nog in de eindfase zat. Op 26 augustus werd de bouw voltooid en werd een groot openingsfeest gehouden. De volgende dag vloog hij naar Londen voor zijn optreden op het Isle of Wight Festival op 30 augustus 1970. Hendrix zou pas na middernacht het podium betreden.
Electric Lady Studios, zoals Hendrix zijn studio had genoemd, is na Hendrix' dood een immens populaire studio geworden waar veel beroemde artiesten en bands hun muziek hebben opgenomen, zoals John Lennon, Led Zeppelin, The Rolling Stones, David Bowie, The Who, Stevie Wonder, Frank Zappa en Patti Smith.

### Dood

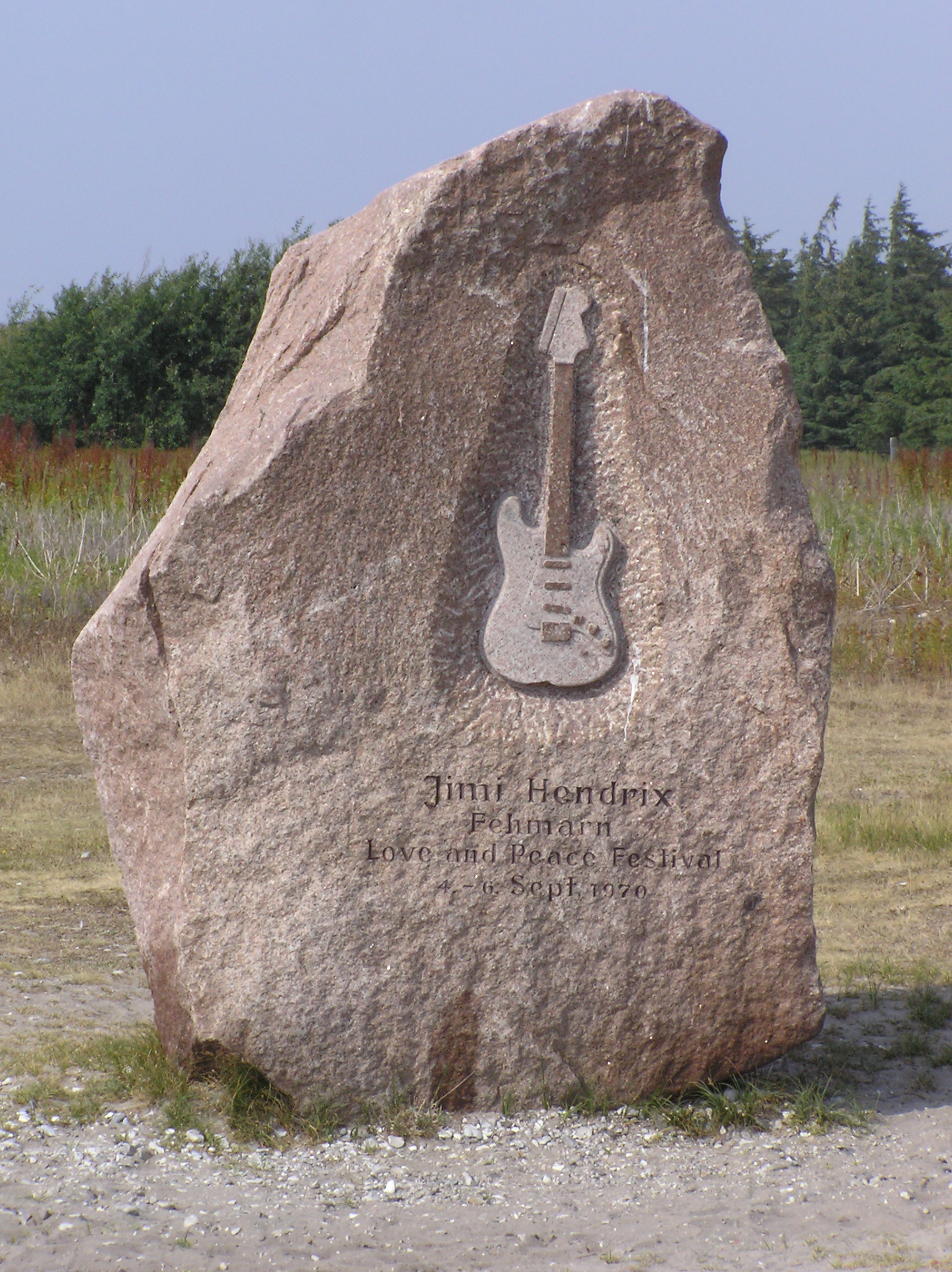
Gedenksteen op Fehmarn in Duitsland

Hendrix stierf in het Samarkand Hotel in Londen op 18 september 1970 op 27-jarige leeftijd. De juiste omstandigheden van zijn dood zijn echter nooit helemaal opgehelderd.
Volgens de media was hij gestikt in zijn eigen braaksel, nadat hij na een overdosis slaappillen en het drinken van wijn in een coma was geraakt. Hierbij zou een rol hebben gespeeld dat Britse slaappillen die hij had ingenomen sterker waren dan de Amerikaanse slaappillen, waaraan hij gewend was. Volgens het boek Inside the Experience van drummer Mitch Mitchell zou Hendrix echter zijn gestorven op een brancard in de gang van het Londens ziekenhuis waarnaar hij werd overgebracht; omdat hij Afro-Amerikaan was zou er niet naar hem zijn omgekeken, of niemand wist wie hij was.
Andere berichten meldden dat Hendrix zou zijn gestorven aan een overdosis heroïne, maar na een autopsie werd duidelijk dat er geen heroïne in zijn bloed zat. Bovendien was in zijn entourage algemeen bekend dat hij geen heroïnegebruiker was.
Volgens James ’Tappy’ Wright, een vroegere roadie, is Hendrix vermoord door zijn manager Michael Jeffery. De laatste zou na de tragedie in een ladderzatte toestand eruit hebben geflapt dat hij Hendrix had vermoord. Hij zou hem met de hulp van enkele vennoten vol drank en pillen hebben gegoten, naar verluidt, omdat hij bang was dat Hendrix naar een andere manager zou overstappen. Wrights laattijdige bewering (juni 2009) kan niet op waarheid worden getoetst omdat Jeffery in 1973 in een vliegtuigcrash is omgekomen, ongeveer een maand nadat hij de vermeende bekentenis zou hebben afgelegd.
In 2004 verscheen de documentaire Jimi Hendrix: The Last 24 Hours, waarin beweerd wordt dat de CIA achter de moord op Hendrix zat, vanwege zijn banden met de  Black Panther Party en zijn openlijke afkeuring van de Vietnamoorlog. Hendrix was in enkele jaren tijd uitgegroeid tot een wereldster en zijn (politieke) invloed op de jongeren van Amerika was enorm.
Hendrix werd begraven op het Greenwood Memorial Park in Renton, een stadje bij zijn geboortestad Seattle (WA).

## Invloed
Hendrix' stijl was uniek, en ondanks zijn hectische toerschema en perfectionisme bij het opnemen van nummers liet hij na zijn dood meer dan 1000 uur aan opnames van nooit eerder uitgebracht werk na. Muzikaal gezien is Hendrix' invloed zeer breed. 
Ten eerste onderzocht hij de verschillende manieren waarop de elektrische gitaar gebruikt kan worden. Door zijn gebruik van onder andere feedback, distortion en wahwahpedalen zijn deze effecten veel populairder geworden. 
Ten tweede bedacht Hendrix, onder invloed van onder meer blues-, jazz- en rhythm-and-blues-muziek, nieuwe technieken die terug te zien zijn in met name de rockmuziek, rapmuziek en vele andere genres. Je kunt zelfs stellen dat zijn muziek aan de basis staat van een aantal nieuwe genres, zoals funk (of funkrock) en heavy metal. 
Hendrix speelde meestal op een rechtshandige Fender Stratocaster-gitaar, die hij zelf ombouwde tot een linkshandige gitaar. Behalve dat Hendrix bijdroeg aan bekendheid van de Stratocaster heeft hij ook een markt gecreëerd voor linkshandige gitaren.
De invloed van Hendrix op zijn generatiegenoten en huidige gitaristen is groot. Voorbeelden van muzikanten die duidelijk door Jimi Hendrix beïnvloed zijn zijn: Jeff Beck, Matthew Bellamy (Muse), Joe Bonamassa, Popa Chubby, Kurt Cobain, John Frusciante, Rory Gallagher, Billy Gibbons, Buddy Guy, Kirk Hammett, Eddie Hazel, Eric Johnson, Lenny Kravitz, Johnny Lang, Yngwie Malmsteen, Brian May, John Mayer, Dave Murray, Ana Popovic, Prince, Joe Satriani, Kenny Wayne Shepherd, Slash, Pete Townshend, Walter Trout, Steve Vai, Stevie Ray Vaughan en Frank Zappa.

## Muzikale uitrusting

### Gitaren
Hendrix heeft de volgende merken en modellen gitaren bespeeld:
- Fender
  - Stratocaster
  - Jaguar
  - Duo-Sonic en Musicmaster (1961)
  - Telecaster
  - Jazzmaster
- Gibson
  - Gibson SG
  - Gibson Flying V (edities 1967 en 1968)
  - Gibson Firebird
  - Gibson Les Paul
- Overige
  - Danelectro Shorthorn (1959)
  - Supro Ozark 1560S Electric
  - Drie Rickenbackers: een bas, een zessnarige, en een twaalfsnarige gitaar
  - Martin D-45, nieuw gekocht
  - Hofner elektrisch
  - Guild akoestisch twaalfsnarig

(is te horen in de akoestische versie van Hear My Train A-Coming)
- - Gibson stereo
  - Akoestische Black Widow
  - Zemaitis twaalfsnarige akoestische gitaar
  - Twee Hagström achtsnarige basgitaren (bespeeld door Hendrix in Spanish Castle Magic en Axis: Bold As Love)

### Versterkers
Jimi Hendrix heeft versterkers gebruikt van de volgende merken:
- Fender
- Marshall
- Sunn
- Vox
- Sound City

### Effecten
Hendrix heeft effect-apparatuur gebruikt van de volgende merken:
- Dallas Arbiter Fuzz face
- Vox Wah-Wah
- Univibe
- Roger Mayer (Octavia)

## Discografie

### Albums
| Album met eventuele hitnotering(en) in de Nederlandse Album Top 100 | Datum van verschijnen | Datum van binnenkomst | Hoogste positie | Aantal weken | Opmerkingen                                               |
| ------------------------------------------------------------------- | --------------------- | --------------------- | --------------- | ------------ | --------------------------------------------------------- |
| Are You Experienced                                                 | 1967                  | -                     |                 |              |                                                           |
| Axis: Bold as Love                                                  | 1967                  | -                     |                 |              |                                                           |
| Smash Hits                                                          | 1968                  | -                     |                 |              | Verzamelalbum                                             |
| Electric Ladyland                                                   | 1968                  | -                     |                 |              |                                                           |
| Band of Gypsys                                                      | 25-03-1970            | 09-01-1971            | 40              | 5            | Livealbum                                                 |
| The Who & Jimi Hendrix Experience                                   | 1970                  | 09-01-1971            | 31              | 12           | als Jimi Hendrix Experience / met The Who / Verzamelalbum |
| Starportrait Jimi Hendrix                                           | 1971                  | 13-02-1971            | 29              | 12           | Verzamelalbum                                             |
| The Cry of Love                                                     | 05-03-1971            | 03-04-1971            | 10              | 18           |                                                           |
| Crash Landing                                                       | 1975                  | 06-09-1975            | 47              | 3            |                                                           |
| Cornerstones 1967-1970                                              | 1990                  | 03-11-1990            | 34              | 20           | Verzamelalbum                                             |
| The Ultimate Experience                                             | 1992                  | 14-11-1992            | 54              | 11           | Verzamelalbum                                             |
| Blues                                                               | 1994                  | 07-05-1994            | 35              | 10           | Verzamelalbum                                             |
| Woodstock                                                           | 1994                  | 03-09-1994            | 57              | 5            | Livealbum                                                 |
| Experience Hendrix: The best of Jimi Hendrix                        | 1997                  | 27-09-1997            | 42              | 6            | als Jimi Hendrix Experience / Verzamelalbum               |
| The Jimi Hendrix experience                                         | 2000                  | 21-10-2000            | 100             | 1            | Verzamelalbum                                             |
| Valleys of Neptune                                                  | 05-03-2010            | 13-03-2010            | 4               | 22           | Verzamelalbum                                             |
| Winterland                                                          | 09-09-2011            | 17-09-2011            | 93              | 2            | als Jimi Hendrix Experience / Verzamelalbum               |
| People, Hell and Angels                                             | 2013                  | 09-03-2013            | 2               | 10           |                                                           |
| Freedom - Atlanta pop festival                                      | 2015                  | 05-09-2015            | 22              | 3            | als Jimi Hendrix Experience / Livealbum                   |
| Both Sides of the Sky                                               | 2018                  | 09-03-2018            |                 |              |                                                           |

| Album met hitnotering(en) in de Vlaamse Ultratop 200 albums | Datum van verschijnen | Datum van binnenkomst | Hoogste positie | Aantal weken | Opmerkingen                 |
| ----------------------------------------------------------- | --------------------- | --------------------- | --------------- | ------------ | --------------------------- |
| The best of Jimi Hendrix                                    | 1997                  | 27-09-1997            | 28              | 5            | Verzamelalbum               |
| Experience Hendrix: The best of Jimi Hendrix                | 1997                  | 30-09-2000            | 36              | 4            | Verzamelalbum               |
| Valleys of Neptune                                          | 2010                  | 13-03-2010            | 6               | 14           |                             |
| Electric Ladyland                                           | 30-09-1969            | 24-04-2010            | 85              | 1            | als Jimi Hendrix Experience |
| Are You Experienced                                         | 12-05-1967            | 24-04-2010            | 72              | 2            | als Jimi Hendrix Experience |
| People, Hell and Angels                                     | 2013                  | 09-03-2013            | 11              | 16           |                             |

### Singles
| Single met eventuele hitnotering(en) in de Nederlandse Top 40 | Datum van verschijnen | Datum van binnenkomst | Hoogste positie | Aantal weken | Opmerkingen                                            |
| ------------------------------------------------------------- | --------------------- | --------------------- | --------------- | ------------ | ------------------------------------------------------ |
| Hey Joe                                                       | 1967                  | 11-02-1967            | 11              | 12           | #8 in de Single Top 100                                |
| Purple Haze                                                   | 1967                  | 06-05-1967            | 14              | 6            | als Jimi Hendrix Experience / #11 in de Single Top 100 |
| The Wind Cries Mary                                           | 1967                  | 17-06-1967            | 7               | 8            | als Jimi Hendrix Experience / #6 in de Single Top 100  |
| Burning of the Midnight Lamp                                  | 1967                  | 23-09-1967            | 30              | 3            | als Jimi Hendrix Experience / #20 in de Single Top 100 |
| Foxy Lady                                                     | 1967                  | 23-12-1967            | 31              | 2            | als Jimi Hendrix Experience                            |
| All Along The Watchtower                                      | 1968                  | 02-11-1968            | 10              | 8            | als Jimi Hendrix Experience / #9 in de Single Top 100  |
| Crosstown Traffic                                             | 1969                  | 08-02-1969            | 33              | 3            | als Jimi Hendrix Experience / #48 in de Single Top 100 |
| Let Me Light Your Fire                                        | 1970                  | 17-01-1970            | tip10           | -            | als Jimi Hendrix Experience                            |
| Voodoo Child (Slight return)                                  | 1970                  | 05-12-1970            | 4               | 9            | als Jimi Hendrix Experience / #4 in de Single Top 100  |
| Angel / Freedom                                               | 1971                  | 15-05-1971            | 36              | 2            |                                                        |
| Gypsy Eyes                                                    | 1971                  | 06-11-1971            | tip9            | -            |                                                        |
| Crosstown Traffic / Voodoo Child                              | 1990                  | 26-05-1990            | tip10           | -            |                                                        |

### NPO Radio 2 Top 2000
| Nummers met noteringen in de NPO Radio 2 Top 2000 | '99 | '00 | '01  | '02 | '03 | '04 | '05 | '06 | '07 | '08 | '09 | '10 | '11 | '12  | '13  | '14 | '15 | '16 | '17  | '18 | '19  | '20  | '21  | '22  | '23  | '24  |
| ------------------------------------------------- | --- | --- | ---- | --- | --- | --- | --- | --- | --- | --- | --- | --- | --- | ---- | ---- | --- | --- | --- | ---- | --- | ---- | ---- | ---- | ---- | ---- | ---- |
| All Along the Watchtower                          | 107 | 130 | 242  | 146 | 146 | 136 | 162 | 158 | 147 | 142 | 120 | 138 | 131 | 123  | 97   | 156 | 160 | 179 | 179  | 137 | 195  | 213  | 237  | 267  | 358  | 360  |
| Hey Joe                                           | 77  | 105 | 182  | 163 | 167 | 151 | 174 | 196 | 220 | 170 | 179 | 204 | 161 | 203  | 215  | 343 | 360 | 428 | 437  | 366 | 446  | 455  | 538  | 630  | 719  | 892  |
| Little Wing                                       | -   | -   | -    | -   | -   | -   | -   | -   | -   | -   | -   | -   | -   | 1901 | 1070 | 454 | 523 | 635 | 694  | 680 | 806  | 837  | 971  | 997  | 1103 | 1141 |
| Purple Haze                                       | -   | 542 | 1236 | 570 | 491 | 457 | 421 | 608 | 636 | 542 | 382 | 602 | 329 | 406  | 377  | 586 | 766 | 995 | 1055 | 937 | 1032 | 1178 | 1246 | 1469 | 1616 | 1768 |
| The Wind Cries Mary                               | 255 | 223 | 254  | 379 | 318 | 670 | 333 | 410 | 344 | 366 | 224 | 256 | 233 | 301  | 337  | 506 | 554 | 780 | 818  | 685 | 922  | 898  | 975  | 1135 | 1275 | 1290 |
| Voodoo Child (Slight Return)                      | -   | -   | -    | -   | -   | -   | -   | -   | -   | -   | -   | -   | -   | -    | -    | -   | 533 | 715 | 817  | 638 | 859  | 869  | 906  | 970  | 1044 | 1250 |

1. ↑  Een '-' betekent dat het nummer niet was genoteerd en een vetgedrukt getal geeft de hoogste notering van een nummer aan.

### Dvd's
| Dvd's met hitnoteringen in de Nederlandse Music Top 30 | Datum van verschijnen | Datum van binnenkomst | Hoogste positie | Aantal weken | Opmerkingen                 |
| ------------------------------------------------------ | --------------------- | --------------------- | --------------- | ------------ | --------------------------- |
| An Experience                                          | 2010                  | 13-03-2010            | 19              | 3            |                             |
| Jimi plays Berkeley                                    | 2012                  | 14-07-2012            | 21              | 2            |                             |
| Electric Church                                        | 2015                  | 14-11-2015            | 8               | 24           | als Jimi Hendrix Experience |
| Live at Monterey                                       | 2017                  | 09-12-2017            | 21              | 6            | als Jimi Hendrix Experience |

## Optredens in Nederland

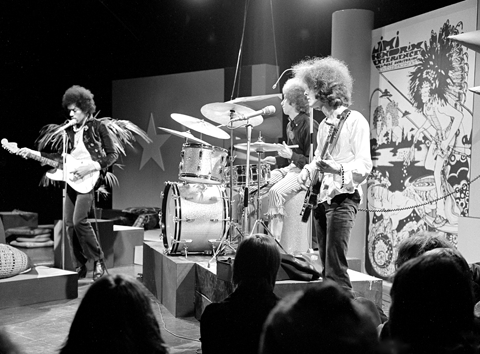
Optreden in Studio Vitus, 1967

Jimi Hendrix trad drie keer op in Nederland: voor het eerst op 14 maart 1967, in "Fanclub" TV. Hendrix mocht er live spelen maar er waren problemen met geluid (dat veel te hard stond). Hij moest toen playbacken van tv-regisseur Ralph Inbar, iets waaraan Hendrix altijd een hekel had. Zijn tweede bezoek aan Nederland vond plaats op 10 november 1967. Van Hendrix werd die dag eerst een optreden opgenomen (toen wel live) voor het tv-programma Hoepla in de VPRO Vitus Studio te Bussum. Hiervan circuleert een opname (alleen geluid) op internet; de ampexband is gewist. Een paar uur later gaf de Jimi Hendrix Experience een eerste – en tevens laatste – Nederlands concert van 55 minuten: op de Hippy Happy Beurs voor Twieners in de Oude-Ahoy' Hallen, op de voormalige Heliport Rotterdam, waarvoor kaarten slechts vijf gulden kostten. Op deze beurs nabij het Rotterdamse Hofplein traden ook andere artiesten van naam op zoals Pink Floyd en de Bee Gees. Het affiche van de beurs bevindt zich o.a. in het Gemeentearchief van Rotterdam. Er bestaat een amateuropname van het Pink Floyd-concert, en een klein gedeelte van het concert van de Jimi Hendrix Experience.
Op 28 december 1968 zou de Jimi Hendrix Experience wederom optreden in Nederland en wel in de Jaarbeurs te Utrecht op A Flight to Lowlands Paradise (de voorloper van het huidige Lowlands in Biddinghuizen). Maar Hendrix bleef onverwacht in New York. De reden voor de plotselinge afzegging was, aldus de toenmalige festivalorganisatoren tegen het teleurgestelde publiek, dat Hendrix rond kerst in de VS bij het bestijgen van een vliegtuigtrap zijn been had gebroken. Dit bleek achteraf niet waar te zijn.
Kort voor zijn dood zou Jimi Hendrix twee concerten geven in De Doelen te Rotterdam. Door ziekte van bassist Billy Cox ging dat niet door. Enkele weken later, in september 1970, was Hendrix overleden.

## Trivia
- Hendrix speelde linkshandig op een rechtshandige gitaar. Hij schreef met rechts, waardoor men zou kunnen concluderen dat hij rechtshandig was. Echter er zouden studies zijn die aantonen dat Hendrix tweehandig was[9]. Een ander verhaal is dat de vader de linkshandige Jimi dwong rechts te spelen en te schrijven. Veel linkshandigen ontwikkelen daardoor tweehandige capaciteiten[10]. Het omdraaien van de rechtshandige gitaar en tevens de snaarvolgorde omdraaien (zodat de gitaar linkshandig bespeeld kon worden) deed hij voornamelijk, omdat er in de jaren zestig weinig linkshandige gitaren in de winkels lagen, die indertijd bovendien van slechte kwaliteit waren.
- David Gilmour heeft Hendrix Parijs laten zien, toen hij daar voor het eerst verbleef.
- Lemmy Kilmister van Motörhead is ooit roadie geweest van Hendrix.
- Zoals diverse popsterren (Morrison, Joplin o.a.) overleed Hendrix op 27-jarige leeftijd en is origineel lid van de zogenaamde 27 club.
- Hendrix woonde een tijd in Brook Street in Londen, vlak naast een huis waar Georg Friedrich Händel gewoond heeft.[11]